# Iron Fighter
Iron Fighter è un film del 2024 diretto e interpretato da Claudio Del Falco, al suo debutto alla regia.

## Trama
Claudio è un campione di Karate e K-1 e decide di partecipare al suo ultimo incontro, trasmesso in diretta mondiale e con un montepremi di dieci milioni di euro. Attirato dall'ingente somma di denaro, tuttavia, il boss Alpha rapisce Camila, la seconda moglie di Claudio. Quest'ultimo scopre, inoltre, che Alpha ha ucciso la sua prima moglie e decide quindi di vendicarne la morte, mettendo al sicuro la sua figlia quattordicenne Sara e affrontando personalmente il boss.

## Produzione
Il film è stato girato con Red Gemini 4K. Claudio Del Falco ha affermato di aver voluto omaggiare Quentin Tarantino, in particolare i film da lui diretti, Kill Bill: Volume 1 e Kill Bill: Volume 2, ma anche i film di serie B americani.

## Colonna sonora
La colonna sonora è stata composta dal compositore Demo Morselli.

## Promozione
Il trailer è stato diffuso il 25 marzo 2024.